# HCPチャート
HCPチャート（Hierarchical ComPact description chart）とは、日本電信電話公社（現NTT）の横須賀電気通信研究所で開発されたコンピュータプログラムの視覚的記法である。

## 特徴
フローチャートと比較すると、次のような特徴がある。
- 処理の階層的な記述が可能。
- データと処理の関係を明記しやすい。
- フリーハンドでも比較的書きやすい。
- 枠の中に説明を入れるのでなく、記号の近くに説明を添えるので、1枚の用紙に多くの内容を盛り込むことが容易である。

## 記号
主な記号を以下に示す。

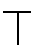
処理の始まり
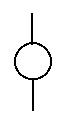
（普通の）処理
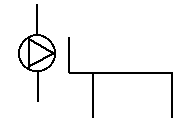
条件分岐（横長の書き方）
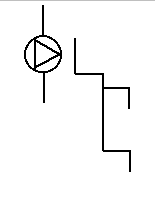
条件分岐（縦長の書き方）
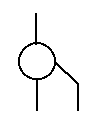
例外条件による分岐
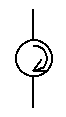
ループ処理
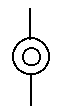
手続き呼び出し（サブルーチン等のコール）
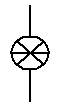
マクロ呼び出し
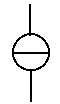
モジュール化（詳細を別紙などに記載するとき）
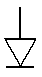
上位レベルの処理の終了
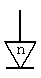
n個の上位レベルの処理の終了（nは数字）
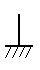
最上位レベルの処理の終了
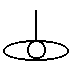
エラーによる脱出
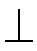
処理の終了
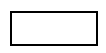
データ